# Hun-Hunahpú
Na mitologia maia, Hun-Hunahpú, que na língua maia Iucateque significa Um Hunahpú, é o deus da fertilidade, filho de Xpiyacoc e Xmucané, e pai dos deuses herói gêmeos Hunahpú e Ixbalanqué. Também é conhecido pelo nome de Hun Nal Ye.